# Ягола Василь Андрійович
Василь Андрійович Ягола (нар. 11 червня 1929, село Веприк, тепер Бобровицького району Чернігівської області — ?) — український радянський діяч, новатор виробництва в будівельній галузі, бригадир монтажників мостозагону. Герой Соціалістичної Праці (9.08.1958). Член Ревізійної комісії КПУ в 1960—1961 роках.

## Біографія
Народився в селянській родині.
З 1946 року почав працювати робітником монтажної бригади тресту «Мостобуд № 1» міста Києва.
З червня 1952 року — бригадир монтажників мостозагону № 2 Київського тресту «Мостобуд № 1» Головмостобуду Міністерства транспортного будівництва СРСР.
Член КПРС з 1954 року.
Досяг значних успіхів у виконанні виробничих планів, ініціатор багатьох нових починань. У 1958 році одержав звання ударника комуністичної праці, а в 1960 році його бригаді було присвоєно звання комуністичної. Бригада Яголи здобула перемогу в змаганні будівельників на честь 50-річчя Жовтня.
Потім — на пенсії в місті Києві.

## Нагороди
- Герой Соціалістичної Праці (9.08.1958)
- орден Леніна (9.08.1958)
- орден Жовтневої Революції (20.02.1974)
- орден Трудового Червоного Прапора
- орден Дружби народів (1977)
- медалі